# Sábado (novela)
Sábado (título original Saturday en inglés) es una novela escrita por el autor inglés Ian McEwan y publicada en 2005. La novela está ambientada en Fitzrovia (Londres) durante el transcurso del sábado 15 de febrero de 2003, con el trasfondo de una manifestación en contra de la invasión de Irak de 2003. El protagonista, Henry Perowne, es un neurocirujano de cuarenta y ocho años que ha planeado una serie de actividades para ese día que culminan en una cena familiar. Durante el día, Perowne medita sobre el significado de la protesta y los problemas que la inspiraron, pero sus planes se ven interrumpidos cuando tiene un altercado con un hombre violento.
La novela explora la relación entre el individuo y el mundo. Perowne, quien exteriormente aparenta ser una persona exitosa, aún tiene problemas tratando de encontrarle sentido a su vida, tratando de obtener satisfacción personal en un mundo desarrollado y postmoderno. Asimismo, a pesar de ser educado e inteligente, el personaje siente que no puede hacer nada con respecto a los problemas políticos.
El libro, publicado por Jonathan Cape en febrero de 2005 en el Reino Unido, fue recibido positivamente por la crítica y fue un éxito comercial. Los críticos alabaron la prosa elegante de McEwan, la disección detallada de la vida cotidiana y enlace entre diferentes temas. La novela ganó el James Tait Black Memorial Prize de 2005 en la categoría de ficción.

## Composición

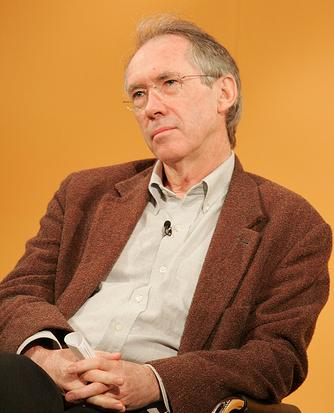
Ian McEwan.

Sábado es la novena novela de McEwan publicada después de Expiación y antes de On Chesil Beach, dos novelas de ficción histórica. El autor ha comentado que prefiere alternar entre escribir sobre el pasado y el presente.
Como parte de su investigación para la novela, McEwan pasó dos años observando el trabajo de Neil Kitchen, un neurocirujano en el National Hospital for Neurology and Neurosurgery en Queen Square, quien comentó que McEwan no se inmutó en la sala de operaciones a diferencia de la mayoría de las personas que presencian una cirugía por primera vez: «Se sentó en una esquina con su cuaderno y un lápiz». Adicionalmente, el escritor solicitó a varios médicos que revisaran la exactitud de los procedimientos descritos en la novela, pero se encontraron pocos errores. El libro también fue revisado por el grupo de amigos de McEwan que corrigen sus novelas: Timothy Garton Ash, Craig Raine y Galen Strawson.
Sábado tiene varios elementos autobiográficos. Por ejemplo, el protagonista vive en la misma zona en la que el autor vive en Londres y se mantiene físicamente activo a pesar de estar en la mediana edad. Christopher Hitchens, un amigo de McEwan, comentó que la esposa e hijos de Perowne son similares a los del escritor. Greg, el hijo de McEwan, quien al igual que el hijo de Perowne tocaba la guitarra bastante bien cuando era joven, se quejó de que una diferencia entre ellos es que él «jamás usaría vaqueros negros ajustados».
Antes de su publicación, varios extractos de la novela aparecieron en cinco revistas literarias a finales de 2004 y principios de 2005, incluyendo el primer capítulo completo en el The New York Times Book Review. La novela completa fue publicada en febrero de 2005 en Londres, Nueva York y Toronto por la editorial Jonathan Cape que forma parte del grupo Random House Mondadori. Durante el transcurso de 2005 se publicaron traducciones de la novela al neerlandés, hebreo, alemán, francés, español, polaco, ruso y japonés.

## Argumento
La novela narra la historia de Henry Perowne, un exitoso cirujano de 48 años, durante el sábado 15 de febrero de 2003, el día de las protestas en contra de la guerra de Irak, la manifestación más grande en la historia del Reino Unido. La novela empieza en la madrugada, cuando Perowne se levanta y ve desde su ventana un avión en llamas en el cielo. Este evento marca el resto del día del personaje mientras observa informaciones confusas que no dejan claro si es un accidente o un acto de terrorismo. Perowne regresa a su cama y hace el amor con su esposa Rosalind.
Por la mañana, en ruta hacia su partida semanal de squash, al ser desviado por oficiales de tránsito recuerda las protestas en contra de la guerra. Al tomar una ruta alterna, choca con otro coche dañando el retrovisor de su automóvil. Inicialmente, el conductor del otro auto, Baxter, trata de extorsionarlo, y cuando Perowne se niega, él y sus dos compañeros se vuelven agresivos. El cirujano observa síntomas de la enfermedad de Huntington en Baxter y, aunque recibe un golpe en el esternón, logra escapar distrayendo a Baxter al hablar sobre su enfermedad.
Perowne continúa con su rutina y llega a las canchas de squash, todavía afectado por el incidente. El partido es largo y al final el cirujano pierde en el último set por un tecnicismo. Después de almorzar, compra pescado en un mercado para la cena y visita a su madre, quien sufre de demencia vascular, en un hogar de ancianos.
Después de asistir a un ensayo de la banda de jazz de su hijo Theo, Perowne regresa a su hogar a cocinar la cena y observa las noticias en televisión, recordándole los acontecimientos que llenaron su día. Su hija Daisy, una estudiante de literatura y aspirante a poeta, llega desde París y ambos discuten intensamente sobre la inminente Guerra de Irak. Posteriormente llega su suegro, un poeta, quien había tenido una discusión literaria con Daisy, lo que produjo que ambos se alejaran. Sin embargo, los dos se reconcilian, recordando que fue su abuelo el que inspiró a Daisy a amar la literatura. Poco después llega Theo.
Rosalind es la última en llegar y cuando entra a la casa, Baxter y un cómplice irrumpen armados con cuchillos, golpean al abuelo y obligan a Daisy a desnudarse. Cuando lo hace, Perowne se da cuenta de que está embarazada. Al darse cuenta de que es una poeta, Baxter le pide a Daisy que recite un poema, pero ella en lugar de elegir uno propio recita «Dover Beach» de Matthew Arnold. El poema afecta emocionalmente a Baxter y se entusiasma cuando Perowne menciona un nuevo tratamiento para la enfermedad de Huntington. Sin embargo, ante este cambio de actitud, su cómplice lo abandona y entre Perowne y Theo logran vencerlo tirándolo por una escalera. Esa noche, Perowne es llamado al hospital y opera de emergencia a Baxter. La novela termina con el cirujano regresando a su casa a las 5:15 a. m., en donde hace el amor nuevamente con su esposa.

## Temas

### Felicidad
Las obras anteriores de McEwan exploraban la fragilidad de la existencia usando una perspectiva clínica. El escritor Christopher Hitchens lo ha alabado como «un cronista de la física del día a día». Sábado explora el sentimiento de realización de Perowne; es un profesional respetable pero no se siente completamente a gusto, pensando continuamente sobre la suerte que le permite estar donde está mientras que otros están desahuciados o en trabajos insignificantes. La familia es afluente y son dueños de una casa elegante y de un Mercedes-Benz, pero esto en gran parte se debe al arduo trabajo de Perowne y su esposa. Sin embargo, dichos esfuerzos tienen su contraparte, ya que los dos tienen que coordinar sus horarios para encontrar tiempo para compartir.
Debido al éxito y compostura de Perowne, la violencia de la novela es implícita. Su felicidad personal (en la cúspide de su carrera y siendo «un beneficiario desvergonzado de los frutos del capitalismo moderno») le da al libro una perspectiva esperanzadora en contraste con la tristeza que impera en la ficción contemporánea. Las novelas anteriores de McEwan se enfocan en la fragilidad de la vida moderna, en donde eventos menores alteran dramáticamente la existencia de los personajes. Por ejemplo, en Expiación una mentira interrumpe la vida de una familia de clase media y en Niños en el tiempo un niño es secuestrado durante un día de compras. El tema es tratado nuevamente en Sábado, un «gran logro tejido tensamente» ambientado en un mundo en el que el terrorismo, la guerra y la política ocupan los titulares noticiosos, pero el protagonista vive tranquilamente hasta que «colisiona con otro destino». En Sábado, el conocimiento médico de Perowne permite reflejar el delicado estado de la humanidad mejor que la imaginación de un novelista debido a su relación cercana con la muerte y su perspectiva neurológica.

### Activismo político

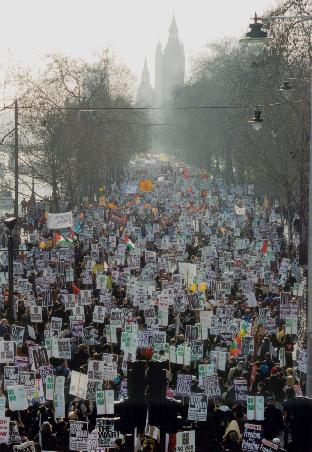
Las protestas antiguerra del 15 de febrero de 2003 en Londres funcionan como un trasfondo a los eventos de la novela.

El incendio de un avión al inicio del libro y las sospechas que ese evento crea introducen en la novela los problemas del terrorismo y la seguridad internacional. Las demostraciones que tienen lugar y la extensiva cobertura por los medios funcionan como un tranfondo para el día de Perowne y hacen que el cirujano cuestione su relación con esos eventos. Christopher Hitchens señaló que la novela está ambientada en el «día en el que todos los conservadores de Gran Bretaña salieron a las calles a mofarse de George W. Bush y Tony Blair» y que está «anclada sin reservas en el mundo material y sus múltiples descontentos». The Economist describió el contexto de la novela como «un mundo en el que el terrorismo y la guerra acaparan los titulares, pero también se infiltran en las esquinas más recónditas de la vida de las personas.» El mismo McEwan declaró que «la marcha se organizó cerca de mi casa y me molestó que tantas personas estuvieran tan emocionadas de estar ahí».
Perowne es caracterizado como un hombre inteligente y consciente de sí mismo, «un contemplador de su propio estado de ánimo, quien tiende a ensimismarse sobre su proceso mental». Esto le permite al autor explorar el tema de la política contemporánea como en este fragmento de la novela:

Es una ilusión creer que uno tiene un rol activo en la historia. ¿Acaso él piensa que está cambiando algo viendo programas noticiosos o recostado en el sofá una tarde de domingo mientras lee más columnas de certezas infundadas, más artículos largos sobre lo que sucederá después de este u otro evento o lo que seguramente sucederá a continuación, predicciones olvidadas tan pronto como son leídas, antes de que los eventos las desacrediten?

La inteligencia de Perowne lo hace apático y le permite ver ambos lados del argumento. Sus creencias estas basadas en elecciones personales difíciles más que en certezas. El cirujano se preocupa por el destino de los irakíes, ya que a través de un profesor irakí exiliado conoce el régimen totalitario de Saddam Hussein, pero al mismo tiempo toma seriamente las ideas de sus hijos sobre la guerra. En algunos casos toma el rol del abogado del diablo, siendo blando con su amigo estadounidense, mientras que es más duro cuando discute con su hija.

### Racionalismo
McEwan establece a Perowne como una persona anclada en el mundo real. El protagonista expresa disgusto por la mayoría de la literatura moderna, especialmente por el realismo mágico: «¿Que hacían esos autores reconocidos, hombres y mujeres adultos del siglo XX, dándole poderes sobrenaturales a sus personajes?». Aunque, bajo instrucciones de su hija, lee Ana Karenina y Madame Bovary, no logra aceptar su artificialidad a pesar de los detalles y los hechos cotidianos narrados en dichas novelas. Su actitud desdeñosa a la literatura contrasta con su visión científica del mundo y concluye que «los tiempos son lo suficientemente extraños. ¿Para qué inventar cosas?».
La visión del mundo de Perowne es refutada por su hija Daisy, una joven poeta, en el clímax de la novela, ya que mientras él trata de ofrecer una solución médica a la enfermedad de Baxter, ella recita el poema «Dover Beach» de Matthew Arnold, el cual hace un llamado por los valores civilizados en el mundo, con lo cual logra aplacar la violencia del atacante. McEwan describió que su intención al hacer esto era «jugar con esa idea y cuestionar si necesitamos historias», mientras que el crítico Brian Bethune interpretó que el autor se estaba «burlando despiadadamente de su propio protagonista... Sin embargo, el punto ciego de Perowne [la literatura] no es tanto un pequeño chiste del escritor sino una súplica al poder salvador de la literatura»
Perowne también es irreligioso ya que su trabajo le ha hecho darse cuenta de la fragilidad de la vida y de la necesidad de la conciencia de un cerebro que funcione. Debido a estos su conciencia toma en cuenta ambos aspectos de un conflicto, como cuando después de la confrontación inicial con Baxter el cirujano se cuestiona si el uso de su conocimiento médico estuvo justificado aunque hubiera sido en defensa propia. También, mientras está comprando pescado para la cena, medita sobre varios estudios científicos que han demostrado mayor conciencia en los peces y se pregunta si debería dejar de comerlos. En cuanto a la inminente guerra en Irak, Perowne toma en cuenta las preocupaciones de sus hijos al respecto pero también tiene sus dudas después de escuchar a un profesor irakí relatar la brutalidad del régimen de Saddam Hussein.

## Estilo y género
Sábado es una novela post 11-S que describe el cambio en el estilo de vida en el hemisferio occidental después de los ataques del 11 de septiembre de 2001. El crítico Christopher Hitchens comentó que la novela está «anclada sin reservas en el mundo material y sus múltiples descontentos». «Estructuralmente, Sábado es un gran logro tejido tensamente de múltiples hebras», es a la vez un thriller sobre una familia muy atractiva y una alegoría del mundo después del 11 de septiembre que reflexiona sobre la fragilidad de la vida.
La novela sigue las unidades clásicas de acción, lugar y tiempo, narrando el día de un hombre con un acontecimiento histórico de trasfondo: las protestas en contra de la guerra. Las diligencias del protagonista están rodeadas por el leitmotiv de las omnipresentes pantallas en las que se informa del progreso de la marcha y del percance aéreo narrado al inicio de la novela. Del mismo modo, Sábado está en línea con los gustos literarios del protagonista, sin mostrar elementos de realismo mágico. La narrativa de un solo día ha hecho que varios críticos la comparen a novelas similares como Ulises de James Joyce, la cual también muestra a un hombre cruzando una ciudad, y La señora Dalloway de Virginia Woolf, de la cual Michiko Kakutani dijo que Sábado es una «adaptación moderna y post 11-S».
La novela es narrada en tercera persona equisciente. El narrador, al igual que Perowne, quien trata de racionalizar los eventos, los explica usando terminología médica, mediante lo cual McEwan captura «el ruido blanco del que nos olvidamos tan pronto como pensamos sobre él, a menos que nos detengamos a escribirlo». Hitchens también señaló que el autor se separa de su personaje escribiendo en «tiempo presente histórico al estilo de Runyon, el cual consolida el contexto y la actualidad».

## Recepción
Sábado fue un éxito comercial y de crítica y se convirtió en un superventas en el Reino Unido y en los Estados Unidos, permaneciendo cuatro semanas en la lista de más vendidos del New York Times. Inicialmente se vendieron 250 000 ejemplares y los eventos de firma del libro contaron con gran participación del público. La versión en rústica también vendió 250 000 ejemplares.
Ruth Scurr escribió una crítica del libro para The Times en la cual llamó a McEwan «[tal vez] el mejor novelista en Gran Bretaña y está operando definitivamente al máximo de sus formidables habilidades» y además alabó el análisis de la felicidad en el siglo XXI, especialmente desde el punto de vista de un cirujano: «los médico ven vidas reales desmoronarse en sus consultorios o en sus quirófanos día a día. En algunas ocasiones, recomponen lo que está dañado y abren la puerta a la felicidad nuevamente». Hitchens dio una crítica positiva también, comentando que las «páginas sobrias pero chispeantes de Sábado» confirman la madurez de McEwan y muestran tanto su lado humano y sensible como su lado intelectual y científico.
Otros críticos también alabaron la manera en que McEwan disecciona la cotidianeidad y su talento para observar y describir. Por ejemplo, Michiko Kakutani escribió que le gustaron la «miríada de detalles pequeños y reveladores, [la] reverencia por su misma cotidianeidad» y el suspenso que los amenaza, mientras que Tim Adams, en The Observer, dijo que la descripción usada en la novela era «sorprendentemente precisa» Mark Lawson de The Guardian también señaló que el estilo de McEwan ha madurado y muestra «ritmos sensuales y meticulosos» y que su cuidadosa selección de palabras es lo que da calidad a la novela. Esta atención a los detalles es lo que permite a McEwan usar los trucos de la ficción para generar «una creciente sensación de inquietud con el menor detalle».
Varios críticos comentaron sobre la estructura escénica de la novela. Scurr la alabó e indicó que para ella la novela era una serie de pinturas vivientes, mientras que la estructura no fue del agrado de John Banville, quien la llamó una montaje de escenas discretas. Sin embargo, Banville, elogió el tratamiento del accidente automovilístico y los eventos posteriores así como la escena en la que Perowne visita a su madre: «la forma de escribir es realmente enternecedora en su simplicidad y en su fuerza empática». Desde la «obertura inicial» de la aeronave en llamas hubo «páginas extraordinarias de descripción», algunas veces «vertiginosas», aunque en otras demasiado astutas según Michael Dirda de The Washington Post. Christopher Hitchens dijo que McEwan «describió virtuosamente la aerodinámica de un juego de squash» y lo suficientemente agradable incluso «para un tipo como yo que odia los deportes». Zoë Heller alabó la tensión que se generó en el clímax, la cual llamó «una pesadilla clásica de McEwan», pero criticó que la resolución fuera «ligeramente absurda».
La novela también recibió críticas negativas. Una de estas fue la de John Banville en New York Review of Books, en donde describió a Sábado como el resultado de lo que un comité escribiría si le pidieran producir una «novela de nuestro tiempo», en donde la política era «banal», el tono arrogante, satisfecho de sí mismo e incompetente, y los personajes parecían figuras de cartón. El crítico sentía que McEwan intentaba demasiado fuerte exponer su conocimiento técnico y «su habilidad de poner este conocimiento en una prosa clara y buena».
Sábado ganó el James Tait Black Memorial Prize en la categoría de ficción y estuvo entre las 17 finalistas para el Premio Booker en 2005.
Además de ser recibida positivamente por la crítica, la novela también inspiró una canción. De acuerdo con el cantautor Neil Finn la canción de Crowded House «People Are Like Suns» del álbum Time on Earth está inspirada por el inicio de Sábado. Finn dijo: «Cuando la escribí estaba leyendo [la novela] y empieza con un hombre en un balcón viendo un avión cayendo, por lo que las primeras líneas de la canción toman prestada esa imagen».